# Les 14 Amazones
Pour plus de détails, voir Fiche technique et Distribution.
Les 14 Amazones (十四女英豪, Shi si nu ying hao) est un film hongkongais réalisé par Cheng Kang et Tung Shao-yung, sorti en 1972.

## Synopsis
Les 14 Amazones relate l'histoire des 14 guerrières de la famille Yang qui, sous la dynastie Song, combattent les Xia occidentaux pour protéger la Chine. Les hommes étant morts dans un guet-apens ainsi que le général en chef Yang Tsung-pao, les femmes prennent la relève et partent en guerre.

## Fiche technique
- Titre : Les 14 Amazones
- Titre original : 十四女英豪 (Shi si nu ying hao)
- Titre anglais : The Fourteen Amazons
- Réalisation : Cheng Kang et Tung Shao-yung
- Scénario : Yang Kao et Cheng Kang
- Production : Shaw Brothers
- Musique : Chow Fu-liang
- Photographie : Hsin Chang
- Chorégraphie des combats : Liang Shao-sung, Cheng Hsiao-tung
- Montage : Inconnu
- Pays d'origine :  Hong Kong
- Format : Couleurs - 2,35:1 - Mono - 35 mm
- Genre : Aventure, drame, historique et guerre
- Durée : 125 minutes
- Interdit en salles aux moins de 12 ans
- Dates de sortie : 
  - Hong Kong : 27 juillet 1972
  - France : 7 juin 2006

## Distribution
- Lisa Lu : la Grande Dame (She Tai-shun), matriarche de la famille Yang, grand-mère de Yang Tsung-pao
- Ivy Ling Po : Mu Kuei-ying, veuve de Yang Tsung-pao
- Chen Yanyan : Ken Chin Hua, 2ème belle-fille de la Grande Dame
- Ouyang Sha-fei : Chai Chun Chu (princesse Chai, 6ème belle-fille de la Grande Dame et mère de Yang Tsung-pao)
- Lily Ho : Yang Wen-kuan, fils de Yang Tsung-pao et de Mu Kuei-ying
- Li Ching : Yang Pa Mei, fille de la Grande Dame
- Huang Chin Feng : Ma Sai Ying, 5ème belle-fille de la Grande Dame
- Tina Chin Fei (VF : Nancy Philippot) : Tu Chin Ngo, professeur de Wen-kuan
- Yeh Ling-Chih : Yang Chiu Mei, fille de la Grande Dame
- Liu Wu Chih : Yang Chiu Lan, belle-sœur de Mu Kuei-ying
- Shu Pei Pei : Yang Pai-feng, une servante de la famille Yang
- Hsia Ping : Tung Yueh Ngo
- Lin Ching : Tsou Lan Ying
- Ting Pei : Huang Chiun Nu
- Wang Ping : Yang Chiu Chu, belle-sœur de Mu Kuei-ying
- Ching Miao (VF : Jean-Paul Landresse) : Wang Ching
- Tien Feng : le roi de l'ouest
- Wang Hsieh : le premier prince
- Nian Kung : le deuxième prince
- Tien Ching : le troisième prince
- Chin Pei : le quatrième prince
- Lo Lieh (VF : Tony Beck) : le cinquième prince
- Huang Chung-hsin (VF : Lionel Bourguet) : un lieutenant et messager du général Tsung-pao